# Jaume Riera
Jaume Riera (¿?, siglo XVII - Barcelona, 16 de abril de 1703) fue un cantor, bajonista y maestro de capilla español.

## Vida
Se desconoce el origen del maestro Riera; tanto su fecha de nacimiento, como el lugar de procedencia, nos son desconocidos.
Se tiene constancia de que en 1650 el capítulo de la Catedral de Barcelona le concedió la ayuda que habitualmente recibían los monaguillos cuando cambiaban la voz, después de siete años de servicio en la «cota de grana». Esta referencia temporal permite situarlo como discípulo del maestro Marcián Albareda, que entonces ejercía el magisterio.
Tres años más tarde, habiendo sido ya ordenado sacerdote, fue nombrado suplente del beneficio diaconal que había poseído el contralto Josep Viñals. Posteriormente, consiguió este beneficio de forma permanente en 1673, cuando el capítulo le autorizó la permuta de una capellanía que poseía en la iglesia del Pi a cambio del beneficio de Viñals, que llegaba a su jubilación.
En 1682 fue nombrado maestro de capilla suplente e interino, «cum honoribus et honeribus», tras el fallecimiento del maestro Luis Vicente Gargallo el 19 de febrero, por ser el beneficiado de más antigüedad y también porque ya había cubierto con anterioridad las ausencias con el maestro todavía en vida. Asimismo, se le encargó la formación de los monaguillos y la custodia de los documentos encontrados en casa del maestro. Solo ejercería la interinidad hasta la llegada del nuevo maestro, Juan Barter, el 13 de julio.
En 1686 se desplazó a Lérida, con permiso del cabildo, para examinar al nuevo maestro de la Catedral, que sería concedida al aragonés Miguel de Ambiela.
Permaneció al servicio del capítulo de la Catedral de Barcelona, principalmente en su capilla de música, hasta su fallecimiento. En 1694 solicitó la jubilación, argumentando que era el beneficiado cantor de mayor antigüedad, con más de cincuenta años de servicio, y que estaba experimentando algunos problemas de salud. Su solicitud fue aceptada y el capítulo le conservó la percepción de todos los derechos que poseía con anterioridad. Falleció en Barcelona el 16 de abril de 1703 y recibió sepultura el día siguiente.

## Obra
No se conocen composiciones de Jaume Riera.